# Raoul Perrin
François Olivier Raoul Perrin (2 de dezembro de 1841 – 1910) foi um engenheiro francês.
Ingressou na École Polytechnique em 1958.
Foi palestrante convidado do Congresso Internacional de Matemáticos em Paris (1900).
É conhecido pelo número de Perrin.